# Wadym Maszczenko
Wadym Serhijowycz Maszczenko, ukr. Вадим Сергійович Мащенко (ur. 26 lipca 2000 we wsi Fiłatiwka, w Autonomicznej Republice Krymu) – ukraiński piłkarz grający na pozycji napastnika.

## Kariera piłkarska

### Kariera klubowa
Wychowanek klubów Olimp Starobilsk i Zoria Ługańsk oraz Akademii Piłkarskiej Dynamo Kijów, barwy których bronił w juniorskich mistrzostwach Ukrainy (DJuFL). 28 stycznia 2021 został wypożyczony do Czornomorca Odessa. Po inwazji Rosji na Ukrainę piłkarz wrócił do Dynama. W sierpniu 2022 ponownie został wypożyczony, tym razem do FK Jonava.

### Kariera reprezentacyjna
W 2017 debiutował w juniorskiej reprezentacji Ukrainy U-17, w której występował do 2018. Łącznie rozegrał 6 meczów i strzelił 1 gola.